# Saint-Georges-sur-Eure
Saint-Georges-sur-Eure é uma comuna francesa na região administrativa do Centro, no departamento Eure-et-Loir. Estende-se por uma área de 15,44 km². Em 2010 a comuna tinha 2 876 habitantes (densidade: 186,3 hab./km²).